# Menophra variegata
Menophra variegata är en fjärilsart som beskrevs av Alexander Michailovitsch Djakonov 1936. Menophra variegata ingår i släktet Menophra och familjen mätare. Inga underarter finns listade i Catalogue of Life.